# جريدة العراق
العراق جريدة يومية سياسية أدبية اقتصادية عراقية صدر العدد الأول منها في بغداد يوم الثلاثاء 1 يونيو/حزيران 1920م، صاحب هذه الجريدة ومديرها رزوق داود غنام.أما شكيب أرسلان فقد نسب إدارتها إلى سلطة الإحتلال البريطاني.

## تاريخ
تُعد أقدم جريدة أهلية صدرت بعد الحرب العالمية الأولى. وقد توقف ظهورها بإرادة صاحبها، سنة 1947م. كانت تفخر الجريدة بعقدها ندوة تعرف بندوة جريدة العراق وهو ما اصطلح عليه بمصر حينها (الصالون الأدبي) وقد استقطبت هذه الندوة الكثير من رجال الفكر والسياسة والأدب، وكان مقرها في شارع المتنبي. وبالرغم من تأييدها للسياسة البريطانية في بداياتها الا انها لم تهمل واجبها بتعزيز الوعي الوطني، مما نال ذلك استحسان الكثير من الساسة، بحيث هتف شاعر الثورة العراقية محمد مهدي البصير لتحيا جريدة العراق.
ولقلة وسائل الطباعة الحديثة وندرتها آنذاك كانت الجريدة تُنشَر في أربع صفحات صغيرة بالإضافة إلى ملاحق بين الحين والآخر.

## كتاب الجريدة
كان كُتّاب هذه الجريدة من الشخصيات الشابة الوطنية الليبرالية الذين شعروا ان هذه الجريدة منبرهم الذي من خلاله يستطيعون التعبير عن مكنونانتهم. وكان من أوائل كُُتَّابها الشباب شكري الفضلي، وحسن غصيبة، وعطا أمين، وروفائيل بطي، ومحمد عبد الحسين، و سلمان الشيخ داود، و توفيق السمعاني، و عادل عوني، و مهدي مقلد.